# Brazil International 1997
Die Brazil International 1997 (auch São Paulo International 1997 genannt) im Badminton fanden Mitte Oktober 1997 in São Paulo statt.

## Sieger und Platzierte
| Disziplin    | Gold                               | Silber                         | Bronze                                   |
| ------------ | ---------------------------------- | ------------------------------ | ---------------------------------------- |
| Herreneinzel | Luis Lopezllera                    | Mario Carulla                  | Guilherme Kumasaka                       |
| Herreneinzel | Luis Lopezllera                    | Mario Carulla                  | Leandro Santos                           |
| Dameneinzel  | Adrienn Kocsis                     | Ximena Bellido                 | Pilar Bellido                            |
| Dameneinzel  | Adrienn Kocsis                     | Ximena Bellido                 | Cristina Nakano                          |
| Herrendoppel | Guilherme Kumasaka Paulo von Scala | Leandro Santos Federico Valdez | Marcelo Martins Guilherme Pardo          |
| Herrendoppel | Guilherme Kumasaka Paulo von Scala | Leandro Santos Federico Valdez | Paulo Fam Shuan Huang                    |
| Damendoppel  | Pilar Bellido Ximena Bellido       | Lais Ahnert Fernanda Kumasaka  | Sandra Cattaneo Miashiro Cristina Nakano |
| Damendoppel  | Pilar Bellido Ximena Bellido       | Lais Ahnert Fernanda Kumasaka  | Sueli Fam Min Huai Hao                   |
| Mixed        | Mario Carulla Adrienn Kocsis       | Federico Valdez Ximena Bellido | Paulo von Scala Cristina Nakano          |
| Mixed        | Mario Carulla Adrienn Kocsis       | Federico Valdez Ximena Bellido | Leandro Santos Fernanda Kumasaka         |